# Cabotin
 (avril 2025).
Motif : Simple définition, pas encyclopédique a priori. Wikipédia:Wikipédia n'est pas un dictionnaire.
- Archive Wikiwix
- Bing
- Cairn
- DuckDuckGo
- E. Universalis
- Gallica
- Google
- G. Books
- G. News
- G. Scholar
- Persée
- Qwant
- (zh) Baidu
- (ru) Yandex
- (wd) trouver des œuvres sur Wikidata

| 1. | Préciser le motif de la pose du bandeau. | Précisez le motif de la pose du bandeau en utilisant la syntaxe suivante : {{admissibilité à vérifier\|date=avril 2025\|motif=remplacez ce texte par le motif}}              |
| 2. | Informer les utilisateurs concernés.     | Pensez à avertir le créateur de l'article, par exemple, en insérant le code ci-dessous sur sa page de discussion : {{subst:avertissement admissibilité à vérifier\|Cabotin}} |

 (avril 2016).
Si vous disposez d'ouvrages ou d'articles de référence ou si vous connaissez des sites web de qualité traitant du thème abordé ici, merci de compléter l'article en donnant les références utiles à sa vérifiabilité et en les liant à la section « Notes et références ».
Un cabotin, ou cabot, est un acteur qui cherche davantage à attirer l'attention du spectateur sur lui-même, qu'à servir son rôle.
Le cabotin peut être un interprète médiocre compensant son absence de talent ou d'inspiration dramatique par un procédé insidieux et peu élégant consistant à aligner ouvertement ses effets sur la réaction du public et à se laisser graduellement guider par celui-ci, et non plus par son texte ou la mise en scène initiale. Poussé à l’extrême, le cabotinage peut mener à une inversion complète du message de la pièce et à son remplacement par un numéro inepte, creux et individualiste de flagornerie du public.
Durant un match d'improvisation théâtrale, c'est le terme cabotinage qui est utilisé.